# Ninsun
Ninsun (sum. dnin-sun2) – w mitologii sumeryjskiej  bogini, której kult pierwotnie związany był najprawdopodobniej z dzikim bydłem (jej imię znaczy dosłownie „Pani Dzika Krowa”). Już w okresie wczesnodynastycznym była uważana za małżonkę Lugalbandy – ubóstwionego króla miasta Uruk. Lugalbanda i Ninsun byli rodzicami słynnego Gilgamesza, a w babilońskim Eposie o Gilgameszu mądra Ninsun występuje jako interpretatorka wieszczych snów herosa. Centrum kultowe bogini Ninsun znajdowało się w Kulabie, ośrodku religijnym  sąsiadującym z miastem Uruk.